# Scott Brash
Scott Brash (n. 23 noiembrie 1985, Edinburgh, Scoția, Regatul Unit) este un Jocheu ce a reprezentat Regatul Unit al Marii Britanii și al Irlandei de Nord, medaliat olimpic. A participat la două ediții ale Jocurilor Olimpice (2012, 2020) în care a câștigat o medalie de aur.